# وندا امید
وندا امید و یا ونداد امید نامی پسرانه و مازندرانی است. می‌تواند به شخصیت‌های تاریخی زیر اشاره داشته‌باشد:
- وندا امید پادوسپانی: اسپهبد پادوسپانیان
- وندا امید قارنوندی: شاهزاده‌ی قارنوندیان و پسر ونداد هرمزد